# Nokia N9
El Nokia N9 es un teléfono inteligente antiguamente considerado de alta gama que se presenta como el primer terminal funcionando con el sistema operativo MeeGo, concretamente en su versión 1.2 o Harmattan. Fue lanzado en 3 colores: negro, cian y magenta. Nokia anunció el Nokia World 2011 que una versión blanca del teléfono estaría disponible a finales de 2011. Este teléfono inteligente es el último de la Serie N de Nokia
El N9 cuenta con una lente de ángulo amplio  Zeiss y flash doble led. El N9 cuenta con una pantalla de 3,9 pulgadas 854 x 480 píxeles de pantalla multitáctil a 24bits, y es el primer teléfono inteligente de Nokia para funcionar con el sistema operativo MeeGo con la interacción completamente táctil, con la adición de tres vistas de inicio: eventos, aplicaciones y aplicaciones abiertas y las capacidades multi-touch con soporte de gestos. Entre sus características de conectividad son sonido Dolby Digital Plus y dolby headphone además de Wi-Fi 802.11a/b/g/n. El n9 realiza múltiples tareas y alterna entre las vistas de las aplicaciones abiertas: captura en vivo de todas las aplicaciones en ejecución.
El aspecto final del Nokia N9 es el de un teléfono ligero y estilizado, fabricado con materiales ligeros aplicados en su carcasa de policarbonato.

## Historia y disponibilidad
Es el sucesor del Nokia N900, conocido internamente como el N9-00, fue programado para ser lanzado a finales de 2010. aproximadamente un año después que el N900. Fotos del prototipo se filtraron en agosto de 2010 que mostraba un diseño industrial y un teclado de 4 filas. Un ingeniero de software que trabajaba para la división de dispositivos de Nokia, citó el N9-00 en el bug tracker público de QT -una aplicación de código abierto utilizada en MeeGo-.  Este diseño nunca vio la luz, y entonces Nokia comenzó a trabajar en otro prototipo -el N9-01- una nueva variante sin teclado, cuyo nombre en código era Lankku.

El Nokia N9 se anunció el 21 de junio de 2011 en el evento Nokia Connection en Singapur. El teléfono está disponible fue lanzado en Suecia el 23 de septiembre de 2011. Los demás usuarios pudieron ser notificados vía correo electrónica de la disponibilidad en su país mediante la página de Nokia Online Store. Como para junio del 2011 Nokia Online Shop (sitio web) había cerrado en varios países su venta directa como fueron los casos de Polonia, Alemania, Holanda, Francia, Italia, España, Reino Unido y Estados Unidos, la disponibilidad del dispositivo quedó en manos de distribuidores y operadores.
El N9 fue anunciado cuatro meses después de que Nokia ya había indicado el reemplazo Symbian por el Windows Phone 7 de Microsoft como el sistema operativo de la compañía, hasta el N8 se estuvo utilizando el Symbian^3-based. El CEO de Nokia, Stephen Elop denoto que el N9 sería el primer y último aparato de la compañía en utilizar Meego como sistema operativo, algo que los que apoyaban a Meego ya sabián antes que el acuerdo de Microsoft fuese anunciado. Aunque ellos hicieron una petición pidiendo que Meego se quedara, ya que Meego era una continuación de Linux Maemo y además fruto de una combinación con Moblin de Intel en cooperación con Nokia. A pesar que dicha alianza había sido exitosa, esta se terminó rompiendo y finalmente Meego fue cancelado por decisión del Ceo de Nokia. Intel expreso oficialmente su pena por esta situación.
Elop reafirmo que la compañía no iba a seguir utilizando Meego aunque el N9 fuese un éxito de mercado, que únicamente se dedicarian a la serie de Lumia. Después que el N9 haya salido a la venta con un aceptación positiva del mercado y que por otra parte la seria Lumia haya tenido pocas ventas, Elop fue crítico con su propia decisión, debido a que había contribuido a hacer que Nokia pierda presencia en el mercado de los Teléfonos inteligentes.

## Hardware

### Procesador
El Nokia N9 es impulsado por un procesador Texas Instruments OMAP 3630, que es un SOC basado en arquitectura CMOS de 45 nanómetros. Incluye tres unidades de procesador: ARM Cortex A8 CPU a 1 GHz que ejecuta el sistema operativo y las aplicaciones, un Imagination Technologies PowerVR SGX 530 GPU con OpenGL ES 2.0 y es capaz de procesar hasta 14 millones de polígonos por segundo, y un TI TMS320 C64x 430 MHz como procesador de señal digital que también hace el procesamiento de imágenes de la cámara y el procesamiento de audio para la transmisión de telefonía y datos. El sistema también cuenta con 1 GB de RAM de un solo canal ( móvil DDR ).

### Pantalla y entrada
La pantalla del Nokia N9 es de 3,9 pulgadas (99 mm), táctil capacitiva (hasta 6 puntos simultáneos) con una resolución de 854 × 480 píxeles ( FWVGA, 251 ppi ).
De acuerdo con Nokia es capaz de mostrar hasta 16,7 millones de colores. La pantalla AMOLED curvada está cubierta con Gorilla Glass, un vidrio resistente a los arañazos. La brecha entre el cristal y la pantalla se ha reducido y recubierta con un polarizado anti-reflejo para facilitar la usabilidad en la luz del día.
Hay un sensor de proximidad que desactiva la pantalla y la pantalla táctil cuando el dispositivo se pone cerca de la cara durante una llamada también tiene un sensor de luz ambiental que ajusta el brillo de la pantalla.
El dispositivo también hace uso de su acelerómetro para rotar la pantalla en modo vertical / horizontal para algunas aplicaciones como el navegador web.
El dispositivo tiene GPS con A-GPS para posicionamiento y un magnetómetro. viene pre-cargado con Nokia Maps que es similar a Ovi Maps y que se encuentra en los últimos dispositivos Symbian de Nokia y es en su mayoría sobre la búsqueda de lugares cercanos (restaurantes, estación de metro, teatro, etc) alrededor del usuario.
Nokia Maps para MeeGo también se integra con los contactos y calendario.
Nokia Drive es una aplicación dedicada para la navegación de automóviles y establece lo siguiente: tiempo de vida libre, turno a turno, navegación por voz auto guiada.
El Nokia N9 viene con mapas precargados del continente donde lo compró y, como tal, la unidad Nokia no requiere una conexión de datos activa y puede trabajar como un solo navegador GPS.

### Cámara
su captor, ya que es el primero en la industria de la telefonía móvil en ser multi-aspecto, es decir, una suerte de Lumix GH2 que intenta mantener la resolución máxima que ofrece un campo visual real más amplio, al aprovechar el ancho máximo del sensor de imagen, aun cuando se cambie el aspecto seleccionado gracias a su sensor de 8.7MP totales (3552 x 2448 px), que se vale de 8.5MP (3248 x 2448 píxeles) y en modo 4:3 y 7.1MP (3552 x 2000 píxeles) en modo 16:9,
Por lo general, un formato de imagen 16:9 en una cámara digital se logra recortando la parte superior e inferior de una imagen 4:3, ya que el sensor de este es de 4:3.
Entre otros aspectos de su capacidad fotográfica, el lente que equipa es un Carl Zeiss de ángulo amplio con una abertura máxima (f/2,2) en 28mm (en modo 4:3)y 4x zoom, es extremadamente rápida al pasar de la foto al video y viceversa, equipa el denominado AMBR (Automatic Motion Blur Reduction), una especie de sistema de estabilización, equipa doble flash LEDs que incrementan su poder en 20% y autoenfoca al tacto, aunque esta última es una prestación común en los móviles avanzados o teléfonos inteligentes a diferencia que este puede editar apenas toma la foto junto con capacidad no destuctiva
La grabación de videos es a 720p a treinta cuadros por segundo con calidad mejorada y con automatic motion blur reduction, que permite mejorar el movimiento cuando grabamos a pulso y con sonido dolby digital plus.
El objetivo, comercializado como " Carl Zeiss ", tiene especificaciones bastante inusual para un teléfono móvil: 28 mm de gran angular de distancia focal, rápido f/2.2 de apertura y 10 cm hasta el infinito el rango de enfoque.

### Botones
Al sostener el dispositivo frente a la pantalla, en el lado derecho, esta encendido/apagado (pulsación larga), bloqueo / desbloqueo (pulsación breve) y las teclas de volumen.
El Nokia N9 tiene menos o carece de botones de hardware que la mayoría de los teléfonos inteligentes, es decir, se carece de teclas dedicadas para hogar, se hace un uso extensivo de la pantalla táctil para navegar por la interfaz de usuario, que sólo se puede hacer gestos con los dedos. Por ejemplo, para minimizar una aplicación en ejecución, el usuario tiene que deslizar su dedo de un lado del marco que rodea la pantalla hacia el lado opuesto. Tampoco hay una tecla dedicada de obturación de la cámara;. La pantalla táctil se utiliza en lugar de concentrarse y tomar la fotografía
La pantalla se puede desbloquear pulsando dos veces sobre el mismo.

### Audio
El N9 tiene dos micrófonos y un altavoz, que está situado en la parte inferior del teléfono.
En la parte superior, hay un conector AV de 3,5 mm, de salida de audio, con soporte para Dolby Headphone, este mismo puerto al mismo tiempo proporciona la entrada de micrófono y la salida de vídeo.
Junto al conector de 3,5 mm, hay un conector USB 2.0 previsto para la sincronización de datos, modo de almacenamiento masivo (cliente) y carga de la batería. El conector USB está protegido por una pequeña puerta.
El Bluetooth v2.1 + EDR (Enhanced Data Rate)con el perfil A2DP es compatible con salida de audio estéreo.
kits manos libres Integrados son compatibles con el perfil HFP.
La Transferencia de archivos es compatible con el perfil FTP o el OPP para el envío y recepción de los objetos.
Es posible el control remoto del dispositivo con el perfil AVRCP.
El chip Bluetooth también funciona como un receptor y transmisor de FM, que permite escuchar la radio FM con auriculares conectados a la toma de 3,5 como antena. Al igual que el Nokia N800, N810 y N900, se enviará sin el apoyo de software.
NFC también es compatible para compartir fotos y emparejamiento de altavoces estéreo y auriculares.

### Batería y sim
La batería BV-3.7V 1450mAh 5JW Li-Ion, según lo dispuesto por Nokia el rendimiento de la batería es de 7h a 11h en tiempo de conversación, de 16 a 19 días en tiempo de espera,
4.5h de reproducción de vídeo y hasta 50 horas de música en reproducción. Sin embargo en la práctica, con un uso normal, la batería dura aproximadamente 2 días. El teléfono sólo es compatible carga USB.
El N9 apoya micro SIM.

### Almacenamiento
El Nokia N9 tiene 16 o 64 GB eMMC (memoria de almacenamiento masivo) y 512 MB NAND (ROM) no extraíbles de almacenamiento.
Almacenamiento adicional no es compatible.

## Características

### Diseño exterior
El diseño es ligero y estilizado, tanto la parte frontal como la trasera son hechas de policarbonato y pantalla curvada (corning Gorilla), dejándolo con un espesor de 12.1 en el punto más grueso. La pantalla es de 3,9 pulgadas y con 854×480 pixel.

### Software
Este teléfono celular utiliza el sistema operativo MeeGo que es la unión de los sistemas operativos Maemo de Nokia y Moblin de Intel. El proyecto del sistema, a diferencia de Android, está auspiciado por la Linux Foundation.

## Artículos que incluye el embalaje
- Teléfono inteligente Nokia N9
- Cargador USB Rápido Nokia AC-16
- Cargador y cable de datos Nokia CA-185CD
- Auriculares estéreo Nokia WH-901
- Guía de inicio
- Folleto de información del producto

## Especificaciones nokia n9
- Color: Negro, cian, magenta y Blanco (16 GB y 64 GB).
- Tamaño: 116,45 mm x 61,2 mm x 7,6-12,1 mm
- Peso: 135 g.
- System on Chip:; *Procesador Cortex A8 a 1 Ghz y GPU *2D/3D Graphics HW Accelerator with OpenGL ES 2.0 support

PowerVR SGX530, *TI OMAP 3630 chipset
- Tamaño de memoria RAM: 1 GB.
- Tamaño de la pantalla: 3,9"
- Resolución de la pantalla: 854 x 480 píxeles, pantalla capacitiva, contraste 800:1.
- Cámara posterior: 8 Megapíxeles, apertura f/2.2, con autofoco, estabilizador de video, detección de rostros, flash doble LED, grabación de vídeo HD 720p a 30 fps.
- Cámara frontal: para fotos y vídeos a 30 fps.
- Batería: en llamada 11h (2G), 7h (3G),   200 h en espera,,4.5 grabando a 720p/ 50 h de reproducción de audio.
- 3d acelerómetro, sensor de proximidad y luz ambiental, brújula digital.
- WCDMA(Pentaband)850/900/1700/1900/2100
- GSM(Quad band)850/900/1800/1900
- Dual Transfer Mode (MSC 32)
- EDGE Class B
- GPRS Class B
- HSDPA Cat10 14.4 Mbps
- HSUPA Cat6 5.76 Mbps
- micro sim